# ستيف باسكرفيل
ستيف باسكرفيل (بالإنجليزية: Steve Baskerville)‏ هو مذيع طقس أمريكي، ولد في 1950.